# Kanton Peyre en Aubrac
Der Kanton Peyre en Aubrac (früher Aumont-Aubrac) ist seit 1793 ein französischer Wahlkreis im Arrondissement Mende, im Département Lozère und in der Region Okzitanien. Sein Hauptort ist Peyre en Aubrac.

## Gemeinden
Der Kanton besteht aus 25 Gemeinden mit insgesamt 6568 Einwohnern (Stand: 1. Januar 2022) auf einer Gesamtfläche von 764,85 km²:
| Gemeinde                | Einwohner 1. Januar 2022 | Fläche km² | Dichte Einw./km² | Code INSEE | Postleitzahl |
| ----------------------- | ------------------------ | ---------- | ---------------- | ---------- | ------------ |
| Albaret-le-Comtal       | 139                      | 29,56      | 5                | 48001      | 48310        |
| Arzenc-d’Apcher         | 51                       | 7,88       | 6                | 48007      | 48310        |
| Brion                   | 86                       | 22,11      | 4                | 48031      | 48310        |
| Chauchailles            | 80                       | 17,40      | 5                | 48044      | 48310        |
| Fournels                | 369                      | 15,76      | 23               | 48064      | 48310        |
| Grandvals               | 59                       | 12,84      | 5                | 48071      | 48260        |
| La Fage-Montivernoux    | 133                      | 37,77      | 4                | 48058      | 48310        |
| La Fage-Saint-Julien    | 303                      | 18,06      | 17               | 48059      | 48200        |
| Le Buisson              | 221                      | 24,45      | 9                | 48032      | 48100        |
| Les Bessons             | 424                      | 23,49      | 18               | 48025      | 48200        |
| Les Hermaux             | 103                      | 17,59      | 6                | 48073      | 48340        |
| Les Monts-Verts         | 315                      | 29,13      | 11               | 48012      | 48200        |
| Les Salces              | 90                       | 45,78      | 2                | 48187      | 48100        |
| Nasbinals               | 576                      | 63,34      | 9                | 48104      | 48260        |
| Noalhac                 | 95                       | 13,51      | 7                | 48106      | 48310        |
| Peyre en Aubrac         | 2.304                    | 153,30     | 15               | 48009      | 48130        |
| Prinsuéjols-Malbouzon   | 250                      | 57,22      | 4                | 48087      | 48100, 48270 |
| Marchastel              | 45                       | 34,87      | 1                | 48091      | 48260        |
| Recoules-d’Aubrac       | 164                      | 26,55      | 6                | 48123      | 48260        |
| Saint-Juéry             | 54                       | 1,65       | 33               | 48161      | 48310        |
| Saint-Laurent-de-Muret  | 191                      | 46,04      | 4                | 48165      | 48100        |
| Saint-Laurent-de-Veyrès | 34                       | 9,11       | 4                | 48167      | 48310        |
| Saint-Pierre-de-Nogaret | 174                      | 16,44      | 11               | 48175      | 48340        |
| Termes                  | 219                      | 17,65      | 12               | 48190      | 48310        |
| Trélans                 | 89                       | 23,35      | 4                | 48192      | 48340        |
| Kanton Peyre en Aubrac  | 6.568                    | 764,85     | 9                | 4801       | –            |

Bis zur landesweiten Neuordnung der französischen Kantone im März 2015 gehörten zum Kanton Peyre en Aubrac die sechs Gemeinden Aumont-Aubrac, Fau-de-Peyre, Javols, La Chaze-de-Peyre, Sainte-Colombe-de-Peyre und Saint-Sauveur-de-Peyre. Sein Zuschnitt entsprach einer Fläche von 153,30 km².

## Veränderungen im Gemeindebestand seit 2016
2017:
- 1. Januar: Fusion Aumont-Aubrac, Fau-de-Peyre, Javols, La Chaze-de-Peyre, Sainte-Colombe-de-Peyre und Saint-Sauveur-de-Peyre → Peyre en Aubrac
- 1. Januar: Fusion Malbouzon und Prinsuéjols → Prinsuéjols-Malbouzon

## Bevölkerung
| 1999                                                                        | 1990  | 1982  | 1975  | 1968  | 1962  | 1954  | 1936  | 1931  | 1921  | 1911  | 1901  | 1891  | 1881  |
| --------------------------------------------------------------------------- | ----- | ----- | ----- | ----- | ----- | ----- | ----- | ----- | ----- | ----- | ----- | ----- | ----- |
| 2.147                                                                       | 2.098 | 2.246 | 2.489 | 2.628 | 3.042 | 3.024 | 3.955 | 4.079 | 4.248 | 4.620 | 4.719 | 4.673 | 5.017 |
| (1999–1962: Einwohnerzahl mit Erstwohnsitz \| 1954–1881: Gesamtbevölkerung) |       |       |       |       |       |       |       |       |       |       |       |       |       |